# همه‌فن‌حریف
همه‌فن‌حریف (انگلیسی: The Handy Man) یک فیلم کمدی صامت آمریکایی است که در سال ۱۹۲۳ منتشر شد. از بازیگران آن می‌توان به استن لورل، بیب لاندن و میرتا استرلینگ اشاره کرد.